# Igor Garafulic
Igor Sacha Garafulic Olivares (29 de enero de 1967) es un economista, académico y político chileno, intendente de la Región Metropolitana de Santiago durante el primer Gobierno de la presidenta Michelle Bachelet.
Durante su infancia, vivió en Venezuela, Suecia y Mozambique. A los quince años volvió a Chile, terminando su enseñanza secundaria en el Instituto Nacional General José Miguel Carrera de la capital.
Estudió luego ingeniería comercial en la Universidad de Chile, de Santiago, obteniendo una mención en economía. En dicha casa de estudios inició su carrera política como dirigente estudiantil, primero en el Partido Radical y luego en el Partido por la Democracia.
Su vida laboral comenzó como director para Santiago del Instituto Nacional de la Juventud (INJ), en el año 1990, desde donde pasó a la Dirección Económica de la Cancillería. En esa repartición partió como asesor económico del departamento sobre América del Norte y luego -después de hacer un posgrado en la Universidad de Oxford, en donde su tesis fue sobre las implicancias para Chile de su ingreso al Nafta- pasó a ser jefe de la Unidad de Negociación con el Tratado de Libre Comercio de América del Norte.
En noviembre de 2008 reemplazó a Álvaro Erazo en la Intendencia Metropolitana luego del nombramiento de aquel como ministro de Salud.
Permaneció en esa responsabilidad hasta el fin de la primera administración de Bachelet. 
Actualmente, su carrera profesional se desarrolla dentro del ámbito de la cooperación internacional. Ha trabajando para el Programa de las Naciones Unidas para el Desarrollo (PNUD) como Director de País para la oficina de Guatemala. En el 2018, y hasta septiembre de 2019, fue el Coordinador Residente del Sistema de las Naciones Unidas y representante Residente del PNUD en Honduras. Donde, entre otras funciones, se destaca su labor en el proceso del diálogo político. Por esta gestión, fue condecorado por el Poder Ejecutivo con la Orden José Cecilio del Valle en el grado de "Gran Cruz Placa de Plata", así como fue condecorado por el Poder Legislativo con el grado "Gran Cruz Placa de Oro" y "Pergamino Especial". Desde octubre de 2019 ha asumido el cargo de Jefe de la Misión de la ONU y Coordinador Residente del Sistema de las Naciones Unidas en el Perú.

## Historial electoral

### Elecciones parlamentarias de 2001
- Elecciones parlamentarias de 2001, para el Distrito 21, Ñuñoa y Providencia[12]

| Candidato                      | Pacto                                      | Partido | Votos  | %     | Resultado |
| ------------------------------ | ------------------------------------------ | ------- | ------ | ----- | --------- |
| Marcela Cubillos Sigall        | Alianza por Chile                          | UDI     | 61.584 | 37,01 | Diputada  |
| Jorge Burgos Varela            | Concertación de Partidos por la Democracia | PDC     | 37.787 | 22,71 | Diputado  |
| Igor Garafulic Olivares        | Concertación de Partidos por la Democracia | PPD     | 28.046 | 16,86 |           |
| Cristián Monckeberg Bruner     | Alianza por Chile                          | RN      | 27.879 | 16,76 |           |
| Graciela Álvarez Rojas         | Partido Comunista                          | PC      | 5.702  | 3,43  |           |
| Claudio Alfonso Medina Briones | Partido Humanista                          | PH      | 3.503  | 2,11  |           |
| Jorge Palma Acuña              | Partido Comunista                          | PC      | 1.890  | 1,14  |           |